# Байлот (остров)
Вижте пояснителната страница за други значения на Байлот.
Байлот (на английски: Bylot Island, на френски: Île Bylot)) е необитаем остров, 17-ият по големина в Канада. Площта на острова е 11 067 км2, като с тази си територия той е 15-и по големина в Канадския арктичен архипелаг и 72-ри в света. Административно е в състава на територия Нунавут.
Остров Байлот се намира северно от най-големия остров Бафинова земя в архипелага, като протоците Понд и Еклипс на юг и Нейви Борд на запад го отделят от нея. На север и изток бреговете на острова се мият от водите на Бафиновия залив. Дължината му от запад на изток е 180 км, а от север на юг – 110 км.
За разлика от останалите острови в Канадския арктичен архипелаг Байлот е със слабо разчленена брегова линия – едва 579 км.
Релефът на острова е планиниски, изграден предимно от докамбрийски доломити. 90% от цялата площ на острова е заета от планини с височина до 1951 м. – връх Байам Мартин (Ангилаак). Само в крайните югозападни и западни райони има тесни крайбрежни равнини. Целият остров, с изключение на малки части от западното и югозападното крайбрежие е покрит с огромен ледник, от който във всички направления се спускат огромни ледникови езици, които достигат до околните брегове. Байлот попада в националния парк Сирмилик.
Макар че северното и източно крайбрежие на острова е открито през далечната 1616 г. от експедицията на Робърт Байлот и Уилям Бафин и е кръстен на първия, до края на XIX век се е смятало, че е полуостров на Бафинова земя. Чак през 1884 г. канадският изследовател Франц Боас изказва първите съмнения за полуостровното положение на острова.